# Marlee Matlin

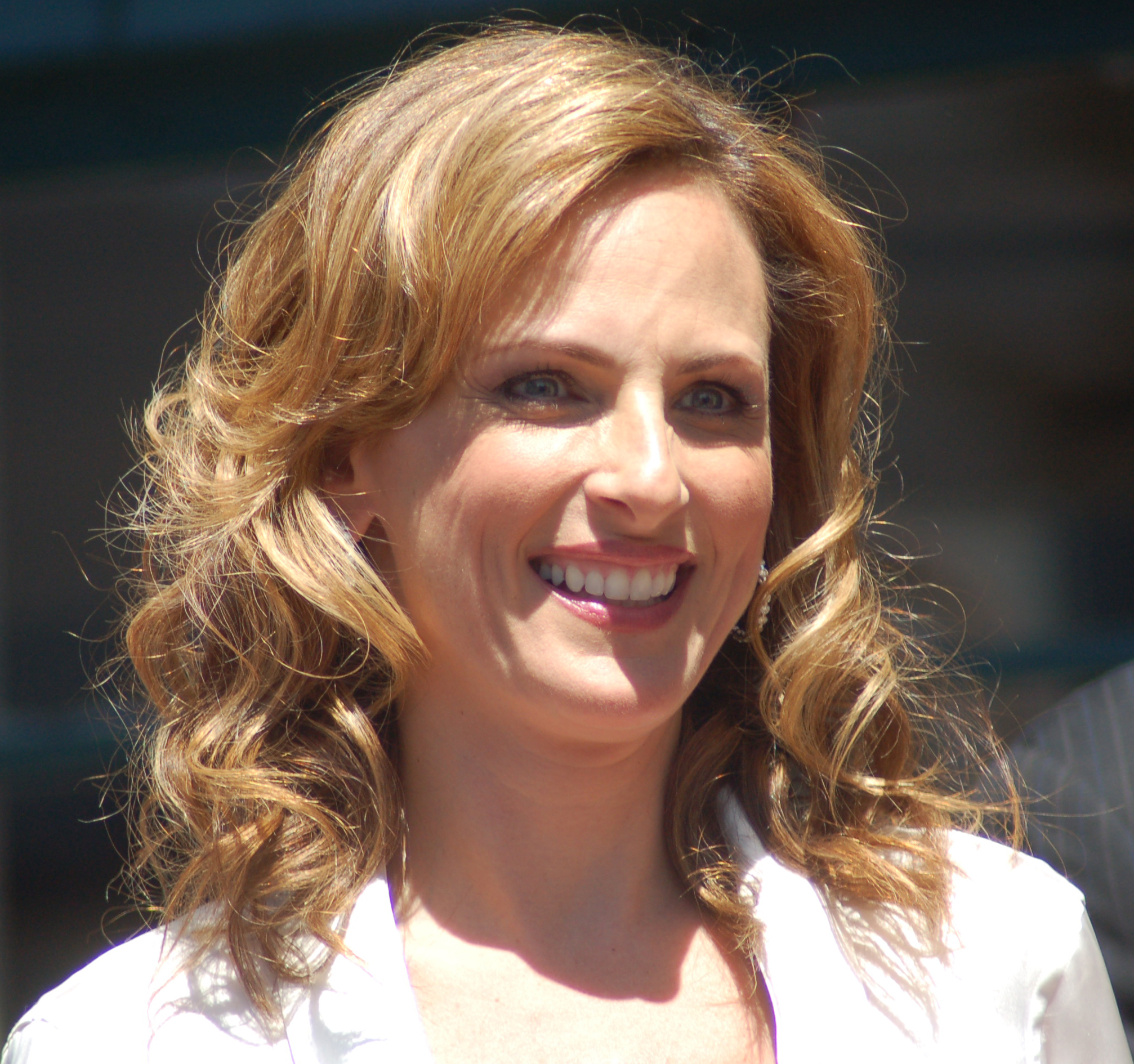
Marlee Matlin (2009)

Marlee Beth Matlin (* 24. August 1965 in Morton Grove, Illinois) ist eine US-amerikanische Schauspielerin. Der Gehörlosen wurde 1987 der Oscar als beste Hauptdarstellerin in Gottes vergessene Kinder verliehen.

## Leben
Marlee Matlin ist seit ihrer frühen Kindheit nahezu vollständig gehörlos, als einziges Mitglied ihrer Familie. Matlin und ihre beiden älteren Brüder, Eric und Marc, wurden im liberalen jüdischen Glauben erzogen. Die Wurzeln ihrer Familie waren ursprünglich in Polen und Russland. Matlin besuchte die Synagoge für Gehörlose (Congregation Bene Shalom) und konnte, nachdem sie die Aussprache des Hebräischen gelernt hatte, ihren Teil der Tora für ihre Bat Mitzwa auswendig lernen.
Sie machte ihren Abschluss an der John Hersey High School in Arlington Heights und besuchte das Harper College in Palatine, Illinois. In ihrer Autobiografie I’ll Scream Later beschreibt sie zwei Missbrauchsfälle aus ihrer Kindheit und Jugend: einmal von einem Babysitter im Alter von 11 Jahren und einmal von einem Lehrer in der High School.
Ursprünglich hatte sie eine Laufbahn in der Strafjustiz im Sinn. Letztlich beschritt sie jedoch den Weg der Schauspielerei. Bereits als 7-Jährige spielte sie in einem Kindertheater die Dorothy in Der Zauberer von Oz und danach an gleicher Stelle weitere Rollen. Dort entdeckte sie der amerikanische Schauspieler und Produzent Henry Winkler. Für ihr Filmdebüt als Sarah Norman in Gottes vergessene Kinder erhielt sie 1987 den Golden Globe und den Oscar mit 21 Jahren als bis dahin jüngste Beste Hauptdarstellerin – und als erste gehörlose Schauspielerin überhaupt.
Zwischen 1991 und 1993 wirkte Marlee Matlin in der Krimiserie Die Staatsanwältin und der Cop als Staatsanwältin Tess Kaufmann mit. Die Serie wurde über zwei Staffeln im deutschen Fernsehen bei VOX ausgestrahlt. Matlin wurde dafür zweimal für einen Golden Globe nominiert. 1993 übernahm Matlin die Rolle der tanzenden Diebin Laurie Bey in Picket Fences – Tatort Gartenzaun, die zunächst nur eine kurze Gastrolle in der 2. Staffel der Serie darstellte, jedoch im Laufe der 3. Staffel zur festen Rolle ausgebaut wurde. 2004 spielte sie die Hauptrolle der Amanda in What the Bleep do we (k)now!? Matlin spielte in Staffel fünf der Serie Seinfeld in der Folge 6 Lippenlesen eine gehörlose Linienrichterin, die mit dem Protagonisten ausgeht. In der Serie My Name Is Earl spielt Matlin in der 2. Staffel Joys Anwältin.
Matlin ist seit 1983 mit Jennifer Beals befreundet, mit der sie in der Serie The L Word – Wenn Frauen Frauen lieben auftrat.
In der Episode The Blind Side der zehnten Staffel der US-amerikanischen Zeichentrickserie Family Guy, welche erstmals am 15. Januar 2012 auf Fox ausgestrahlt wurde, lieh Marlee Matlin einer ebenfalls gehörlosen Figur („Stella“) ihre Stimme.
2016 übersetzte sie beim Super Bowl 50 die von Lady Gaga gesungene Nationalhymne der Vereinigten Staaten in die American Sign Language.

## Privatleben
Mitte der 1980er-Jahre lebte Matlin mit dem Schauspielkollegen William Hurt zusammen, den sie in ihrer 2009 erschienenen Autobiografie I’ll Scream Later der Gewalttätigkeit ihr gegenüber bezichtigte. Hurt entschuldigte sich daraufhin auch öffentlich. Am 29. August 1993 heiratete sie den Polizeioffizier Kevin Grandalski. Das Ehepaar hat vier Kinder: Sarah (1996), Brandon (2000), Tyler (2002) und Isabelle (2003). Sie veröffentlichte 2002 das Kinderbuch Deaf Child Crossing.

## Aktivitäten
Marlee Matlin engagiert sich aktiv in verschiedenen Wohltätigkeitsorganisationen, wie zum Beispiel bei den Easterseals, bei Stiftungen, die sich um die Unterstützung aidskranker Kinder kümmern, und beim Amerikanischen Roten Kreuz. Sie macht sich außerdem stark für die Rechte Gehörloser; zum Beispiel nimmt sie nur Rollen an, wenn die Produzenten zusagen, die entsprechenden Filme zu untertiteln und die kommunikativen Präferenzen sowohl der hörenden als auch der gehörlosen Schauspieler zu respektieren. Zur Unterstützung der Einrichtung eines nationalen Instituts für Gehörlosigkeit und andere Kommunikationsstörungen (National Institute on Deafness and Other Communication Disorders) sprach sie vor dem zuständigen Senatsausschuss.
Matlin ist auch für das jüdische Leben in Amerika aktiv, so ist sie zum Beispiel in einem Werbespot der ersten nationalen Werbekampagne zur Unterstützung von Spenden an Jüdische Organisationen aufgetreten. Außerdem ist sie lebenslanges Mitglied in der Hadassah Women’s Zionist Organisation of America.
Am 26. Juli 2010 gebärdete Matlin eine Rede bei einer Veranstaltung zum 20. Jubiläum des Americans with Disabilities Act. Im darauffolgenden Jahr war Matlin im Finale der NBC-Show The Celebrity Apprentice, bei der sie angetreten war, um Geld für die Stiftung The Starkey Hearing Foundation zu gewinnen. Sie wurde zweite.
Seit 2015 ist Matlin Botschafterin der American Civil Liberties Union (ACLU) und setzt sich für Behindertenrechte ein. Als Botschafterin möchte sie den Graben zwischen Rechtsdurchsetzung und Gehörlosengemeinschaft überbrücken, indem sie die Kommunikationsbarrieren zwischen Gehörlosen und der Polizei anspricht.

## Filmografie (Auswahl)

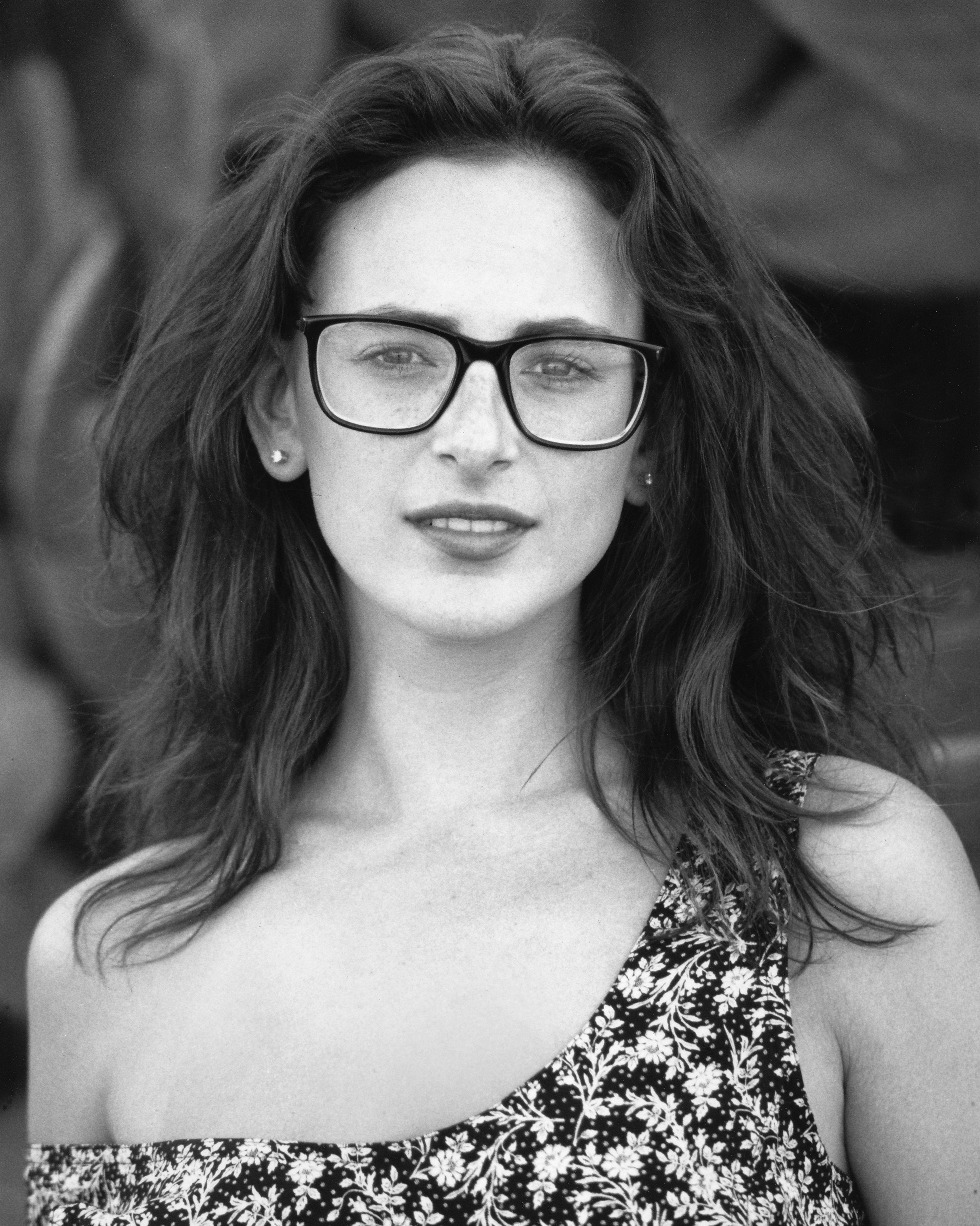
Marlee Matlin (1989)

- 1986: Gottes vergessene Kinder (Children of a Lesser God)
- 1987: Walker
- 1989: Brücke zum Schweigen (Bridge to Silence)
- 1991: Dead Face – Fäuste der Gewalt (L’homme au masque d’or)
- 1991–1993: Die Staatsanwältin und der Cop (Reasonable Doubts, Fernsehserie, 44 Episoden)
- 1993: Der stumme Schrei der Angst (Hear no Evil)
- 1993: Seinfeld (Fernsehserie, Episode 5x06)
- 1993–1996: Picket Fences – Tatort Gartenzaun (Picket Fences, Fernsehserie, 13 Episoden)
- 1995: Outer Limits – Die unbekannte Dimension (The Outer Limits, Fernsehserie, Episode 1x17)
- 1997: Dead Silence – Flammen in der Stille (Dead Silence)
- 1998: Gerechtigkeit bis in den Tod (When Justice Fails)
- 1999: Willkommen in Freak City (Freak City, Fernsehfilm)
- 2000–2006: The West Wing – Im Zentrum der Macht (The West Wing, Fernsehserie, 17 Episoden)
- 2004: What the Bleep do we (k)now!? (What the Bleep Do We Know!?)
- 2004–2005: Law & Order: Special Victims Unit (Fernsehserie, 2 Episoden)
- 2005: Desperate Housewives (Fernsehserie, Episode 1x17)
- 2006: CSI: NY (Fernsehserie, Episode 3x12)
- 2007: Baby Einstein: My First Signs (Kurzfilm)
- 2007–2009: The L Word – Wenn Frauen Frauen lieben (The L Word, Fernsehserie, 29 Episoden)
- 2007–2009: My Name Is Earl (Fernsehserie, 3 Episoden)
- 2008: Nip/Tuck – Schönheit hat ihren Preis (Nip/Tuck, Fernsehserie, Episode 5x10)
- 2008: Sweet Nothing in My Ear
- 2011: CSI: Las Vegas (Fernsehserie, Episode 11x13)
- 2011–2017: Switched at Birth (Fernsehserie, 46 Episoden)
- 2013: Home Invasion – Dieses Haus gehört mir (Foreclosed)
- 2014: Professor Love (Some Kind of Beautiful)
- 2017–2018: The Magicians  (Fernsehserie, 8 Episoden)
- 2018: Quantico (Fernsehserie, 13 Episoden)
- 2019: Limetown (Webserie, 3 Episoden)
- 2019: Multiverse – Parallele Dimensionen (Entangled)
- 2021: Coda

## Auszeichnungen (Auswahl)

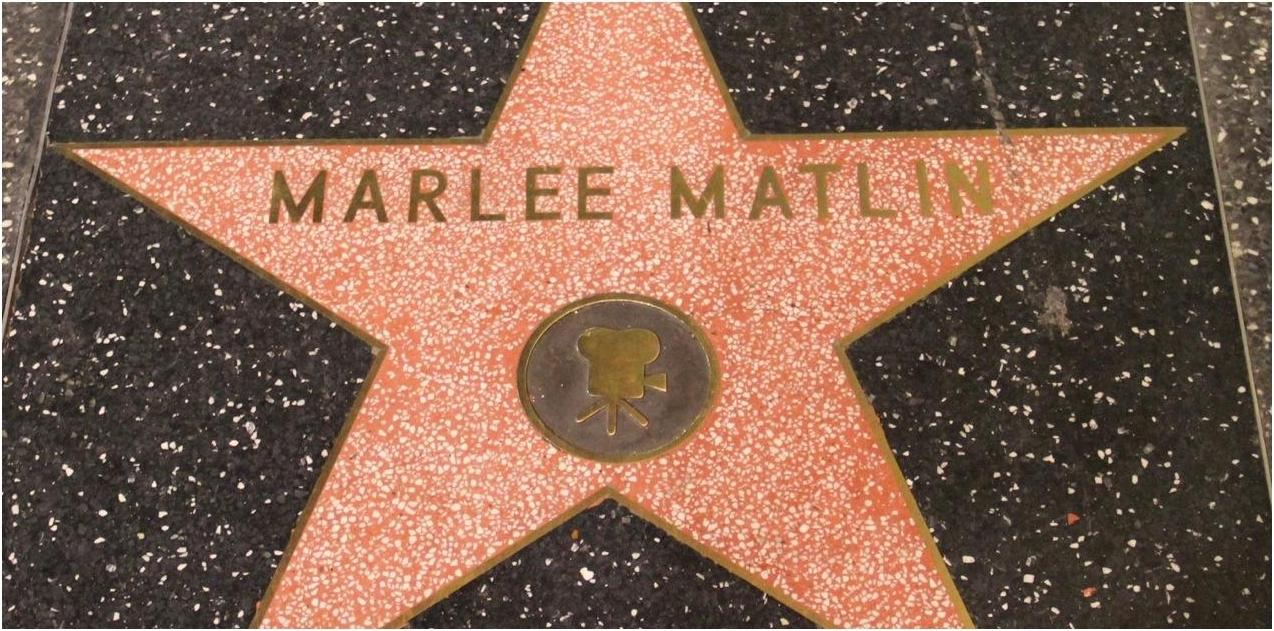
Stern auf dem
Hollywood Walk of Fame

- 1986 – Utah Film Critics Association Awards: Beste Hauptdarstellerin in Gottes vergessene Kinder
- 1987 – Academy Awards: Beste Hauptdarstellerin in Gottes vergessene Kinder
- 1987 – Gallaudet University Awards
- 1987 – Golden Globe Awards: Beste Hauptdarstellerin – Drama in Gottes vergessene Kinder
- 1988 – Jefferson Awards
- 2009 – Stern auf dem Hollywood Walk of Fame